# Gotham (Fernsehserie)/Episodenliste
Diese Episodenliste enthält alle Episoden der US-amerikanischen Krimiserie Gotham, sortiert nach der US-amerikanischen Erstausstrahlung. Die Fernsehserie umfasst fünf Staffeln mit 100 Episoden.

## Übersicht
| Staffel | Episodenanzahl | Erstausstrahlung USA | Erstausstrahlung USA | Deutschsprachige Erstausstrahlung | Deutschsprachige Erstausstrahlung |
| Staffel | Episodenanzahl | Staffelpremiere      | Staffelfinale        | Staffelpremiere                   | Staffelfinale                     |
| ------- | -------------- | -------------------- | -------------------- | --------------------------------- | --------------------------------- |
| 1       | 22             | 22. September 2014   | 4. Mai 2015          | 29. Januar 2015                   | 20. August 2015                   |
| 2       | 22             | 21. September 2015   | 23. Mai 2016         | 11. August 2016                   | 29. September 2016                |
| 3       | 22             | 19. September 2016   | 5. Juni 2017         | 4. Mai 2017                       | 24. August 2017                   |
| 4       | 22             | 21. September 2017   | 17. Mai 2018         | 3. Mai 2018                       | 27. September 2018                |
| 5       | 12             | 3. Januar 2019       | 25. April 2019       | 30. August 2019                   | 18. Oktober 2019                  |

## Staffel 1
Die Erstausstrahlung der ersten Staffel war vom 22. September 2014 bis zum 4. Mai 2015 auf dem US-amerikanischen Sender Fox zu sehen. Die deutschsprachige Erstausstrahlung sendete der deutsche Pay-TV-Sender ProSieben Fun vom 29. Januar bis zum 20. August 2015.
| Nr. (ges.) | Nr. (St.) | Deutscher Titel                | Originaltitel                 | Erstausstrahlung USA | Deutschsprachige Erstausstrahlung (D) | Regie           | Drehbuch             | Zuschauer (USA) |
| ---------- | --------- | ------------------------------ | ----------------------------- | -------------------- | ------------------------------------- | --------------- | -------------------- | --------------- |
| 1          | 1         | Jim Gordon                     | Pilot                         | 22. Sep. 2014        | 29. Jan. 2015                         | Danny Cannon    | Bruno Heller         | 8,21 Mio.       |
| 2          | 2         | Selina Kyle                    | Selina Kyle                   | 29. Sep. 2014        | 29. Jan. 2015                         | Danny Cannon    | Bruno Heller         | 7,45 Mio.       |
| 3          | 3         | Der Ballonmann                 | The Balloonman                | 6. Okt. 2014         | 5. Feb. 2015                          | Dermott Downs   | John Stephens        | 6,36 Mio.       |
| 4          | 4         | Arkham                         | Arkham                        | 13. Okt. 2014        | 12. Feb. 2015                         | TJ Scott        | Ken Woodruff         | 6,39 Mio.       |
| 5          | 5         | Viper                          | Viper                         | 20. Okt. 2014        | 19. Feb. 2015                         | Tim Hunter      | Rebecca Perry Cutter | 6,09 Mio.       |
| 6          | 6         | Der Geist der Ziege            | Spirit of the Goat            | 27. Okt. 2014        | 26. Feb. 2015                         | TJ Scott        | Ben Edlund           | 5,89 Mio.       |
| 7          | 7         | Pinguins Regenschirm           | Penguin’s Umbrella            | 3. Nov. 2014         | 5. März 2015                          | Rob Bailey      | Bruno Heller         | 6,63 Mio.       |
| 8          | 8         | Die Maske                      | The Mask                      | 10. Nov. 2014        | 12. März 2015                         | Paul A. Edwards | John Stephens        | 6,35 Mio.       |
| 9          | 9         | Harvey Dent                    | Harvey Dent                   | 17. Nov. 2014        | 19. März 2015                         | Karen Gaviola   | Ken Woodruff         | 6,49 Mio.       |
| 10         | 10        | Lovecraft                      | LoveCraft                     | 24. Nov. 2014        | 26. März 2015                         | Guy Ferland     | Rebecca Dameron      | 6,05 Mio.       |
| 11         | 11        | Unter Strom                    | Rogues’ Gallery               | 5. Jan. 2015         | 2. Apr. 2015                          | Oz Scott        | Sue Chung            | 7,06 Mio.       |
| 12         | 12        | Vogelgezwitscher               | What The Little Bird Told Him | 19. Jan. 2015        | 2. Apr. 2015                          | Eagle Egilsson  | Ben Edlund           | 6,50 Mio.       |
| 13         | 13        | Willkommen zurück, Jim Gordon! | Welcome Back, Jim Gordon      | 26. Jan. 2015        | 18. Juni 2015                         | Wendey Stanzler | Megan Mostyn-Brown   | 6,04 Mio.       |
| 14         | 14        | Wer hat Angst vor Dr. Crane?   | The Fearsome Dr. Crane        | 2. Feb. 2015         | 25. Juni 2015                         | John Behring    | John Stephens        | 5,79 Mio.       |
| 15         | 15        | Scarecrow                      | The Scarecrow                 | 9. Feb. 2015         | 2. Juli 2015                          | Nick Copus      | Ken Woodruff         | 5,63 Mio.       |
| 16         | 16        | Der blinde Hellseher           | The Blind Fortune Teller      | 16. Feb. 2015        | 9. Juli 2015                          | Jeffrey Hunt    | Bruno Heller         | 6,19 Mio.       |
| 17         | 17        | Red Hood                       | Red Hood                      | 23. Feb. 2015        | 16. Juli 2015                         | Nathan Hope     | Danny Cannon         | 6,53 Mio.       |
| 18         | 18        | Leichen im Keller              | Everyone Has a Cobblepot      | 2. März 2015         | 23. Juli 2015                         | Bill Eagles     | Megan Mostyn-Brown   | 6,10 Mio.       |
| 19         | 19        | Raubtiere                      | Beasts of Prey                | 13. Apr. 2015        | 30. Juli 2015                         | Eagle Egilsson  | Ken Woodruff         | 4,50 Mio.       |
| 20         | 20        | Auf Messers Schneide           | Under the Knife               | 20. Apr. 2015        | 6. Aug. 2015                          | TJ Scott        | John Stephens        | 4,44 Mio.       |
| 21         | 21        | Amboss oder Hammer             | The Anvil or the Hammer       | 27. Apr. 2015        | 13. Aug. 2015                         | Paul Edwards    | Jordan Harper        | 4,58 Mio.       |
| 22         | 22        | Eine glückliche Familie        | All Happy Families Are Alike  | 4. Mai 2015          | 20. Aug. 2015                         | Danny Cannon    | Bruno Heller         | 4,86 Mio.       |

## Staffel 2
Die Erstausstrahlung der zweiten Staffel war vom 21. September 2015 bis zum 23. Mai 2016 auf dem US-amerikanischen Sender Fox zu sehen. Die deutschsprachige Erstausstrahlung sendete der deutsche Pay-TV-Sender ProSieben Fun vom 11. August bis zum 29. September 2016.
Die erste Hälfte dieser Staffel trägt den Untertitel Rise of the Villains (Aufstieg der Schurken), die zweite Hälfte trägt den Untertitel Wrath of the Villains (Zorn der Schurken).
| Nr. (ges.) | Nr. (St.) | Deutscher Titel                | Originaltitel                 | Erstausstrahlung USA | Deutschsprachige Erstausstrahlung (D) | Regie             | Drehbuch                         | Zuschauer (USA) |
| ---------- | --------- | ------------------------------ | ----------------------------- | -------------------- | ------------------------------------- | ----------------- | -------------------------------- | --------------- |
| 23         | 1         | Glück oder Wahrheit            | Damned If You Do …            | 21. Sep. 2015        | 11. Aug. 2016                         | Danny Cannon      | Bruno Heller                     | 4,57 Mio.       |
| 24         | 2         | Klopf, klopf                   | Knock, Knock                  | 28. Sep. 2015        | 11. Aug. 2016                         | Rob Bailey        | Ken Woodruff                     | 4,65 Mio.       |
| 25         | 3         | Wer zuletzt lacht              | The Last Laugh                | 5. Okt. 2015         | 11. Aug. 2016                         | Eagle Egilsson    | John Stephens                    | 4,33 Mio.       |
| 26         | 4         | Einheit Alpha                  | Strike Force                  | 12. Okt. 2015        | 18. Aug. 2016                         | TJ Scott          | Danny Cannon                     | 4,17 Mio.       |
| 27         | 5         | Feuerteufel                    | Scarification                 | 19. Okt. 2015        | 18. Aug. 2016                         | Bill Eagles       | Jordan Harper                    | 4,19 Mio.       |
| 28         | 6         | Feuerfest                      | By Fire                       | 26. Okt. 2015        | 18. Aug. 2016                         | TJ Scott          | Rebecca Perry Cutter             | 4,32 Mio.       |
| 29         | 7         | Mamis kleines Monster          | Mommy’s Little Monster        | 2. Nov. 2015         | 25. Aug. 2016                         | Kenneth Fink      | Robert Hull                      | 4,27 Mio.       |
| 30         | 8         | Die Nacht der Nächte           | Tonight’s the Night           | 9. Nov. 2015         | 25. Aug. 2016                         | Jeffrey Hunt      | Jim Barnes                       | 4,11 Mio.       |
| 31         | 9         | Eine bittere Pille             | A Bitter Pill to Swallow      | 16. Nov. 2015        | 25. Aug. 2016                         | Louis Shaw Milito | Megan Mostyn-Brown               | 4,35 Mio.       |
| 32         | 10        | Der Sohn Gothams               | The Son of Gotham             | 23. Nov. 2015        | 1. Sep. 2016                          | Rob Bailey        | John Stephens                    | 4,00 Mio.       |
| 33         | 11        | Schlimmer als jedes Verbrechen | Worse Than a Crime            | 30. Nov. 2015        | 1. Sep. 2016                          | Jeffrey Hunt      | Bruno Heller                     | 4,51 Mio.       |
| 34         | 12        | Mr. Freeze                     | Mr. Freeze                    | 29. Feb. 2016        | 1. Sep. 2016                          | Nick Copus        | Ken Woodruff                     | 4,12 Mio.       |
| 35         | 13        | Tote spüren keine Kälte        | A Dead Man Feels No Cold      | 7. März 2016         | 8. Sep. 2016                          | Eagle Egilsson    | Seth Boston                      | 4,54 Mio.       |
| 36         | 14        | Tag der Abrechnung             | This Ball of Mud and Meanness | 14. März 2016        | 8. Sep. 2016                          | John Behring      | Jordan Harper                    | 4,01 Mio.       |
| 37         | 15        | Die Bombe tickt                | Mad Grey Dawn                 | 21. März 2016        | 8. Sep. 2016                          | Nick Copus        | Robert Hull                      | 3,89 Mio.       |
| 38         | 16        | Am Ende der Welt               | Prisoners                     | 28. März 2016        | 15. Sep. 2016                         | Scott White       | Danny Cannon                     | 3,82 Mio.       |
| 39         | 17        | Im Dickicht                    | Into the Woods                | 11. Apr. 2016        | 15. Sep. 2016                         | Oz Scott          | Rebecca Perry Cutter             | 3,71 Mio.       |
| 40         | 18        | Pinewood                       | Pinewood                      | 18. Apr. 2016        | 15. Sep. 2016                         | John Stephens     | Robert Hull & Megan Mostyn-Brown | 3,72 Mio.       |
| 41         | 19        | Azrael                         | Azrael                        | 2. Mai 2016          | 22. Sep. 2016                         | Larysa Kondracki  | Jim Barnes & Ken Woodruff        | 3,59 Mio.       |
| 42         | 20        | Entfesselt                     | Unleashed                     | 9. Mai 2016          | 22. Sep. 2016                         | Paul Edwards      | Danny Cannon                     | 3,67 Mio.       |
| 43         | 21        | Die Kinder des Dr. Strange     | A Legion of Horribles         | 16. Mai 2016         | 29. Sep. 2016                         | Rob Bailey        | Jordan Harper                    | 3,84 Mio.       |
| 44         | 22        | Die Zerstörung von Indian Hill | Transference                  | 23. Mai 2016         | 29. Sep. 2016                         | Eagle Egilsson    | Bruno Heller                     | 3,62 Mio.       |

## Staffel 3
Die Erstausstrahlung der dritten Staffel war vom 19. September 2016 bis zum 5. Juni 2017 auf dem US-amerikanischen Sender Fox zu sehen. Die deutschsprachige Erstausstrahlung sendete der deutsche Pay-TV-Sender ProSieben Fun vom 4. Mai bis zum 24. August 2017.
Die ersten 14 Episoden dieser Staffel tragen den Untertitel Mad City, die restlichen Episoden den Untertitel Heroes Rise.
| Nr. (ges.) | Nr. (St.) | Deutscher Titel                  | Originaltitel                      | Erstausstrahlung USA | Deutschsprachige Erstausstrahlung (D) | Regie                | Drehbuch                        | Zuschauer (USA) |
| ---------- | --------- | -------------------------------- | ---------------------------------- | -------------------- | ------------------------------------- | -------------------- | ------------------------------- | --------------- |
| 45         | 1         | Die Nacht der Monster            | Better to Reign in Hell …          | 19. Sep. 2016        | 4. Mai 2017                           | Danny Cannon         | John Stephens                   | 3,90 Mio.       |
| 46         | 2         | Die Hexe muss brennen!           | Burn the Witch                     | 26. Sep. 2016        | 11. Mai 2017                          | Danny Cannon         | Ken Woodruff                    | 3,54 Mio.       |
| 47         | 3         | Geschwisterliebe                 | Look Into My Eyes                  | 3. Okt. 2016         | 18. Mai 2017                          | Rob Bailey           | Danny Cannon                    | 3,19 Mio.       |
| 48         | 4         | Ein neuer Tag bricht an          | New Day Rising                     | 10. Okt. 2016        | 25. Mai 2017                          | Eagle Egilsson       | Robert Hull                     | 3,42 Mio.       |
| 49         | 5         | Alles für dich                   | Anything for You                   | 17. Okt. 2016        | 1. Juni 2017                          | TJ Scott             | Denise Thé                      | 3,32 Mio.       |
| 50         | 6         | Folge dem weißen Kaninchen       | Follow the White Rabbit            | 24. Okt. 2016        | 8. Juni 2017                          | Nathan Hope          | Steven Lilien & Bryan Wynbrandt | 3,48 Mio.       |
| 51         | 7         | Die rote Königin                 | Red Queen                          | 31. Okt. 2016        | 15. Juni 2017                         | Scott White          | Megan Mostyn-Brown              | 3,16 Mio.       |
| 52         | 8         | Blutrausch                       | Blood Rush                         | 7. Nov. 2016         | 22. Juni 2017                         | Rob Bailey           | Tze Chun                        | 3,52 Mio.       |
| 53         | 9         | Der Vollstrecker                 | The Executioner                    | 14. Nov. 2016        | 29. Juni 2017                         | John Behring         | Ken Woodruff                    | 3,63 Mio.       |
| 54         | 10        | Zeitbombe                        | Time Bomb                          | 21. Nov. 2016        | 6. Juli 2017                          | Hanelle M. Culpepper | Robert Hull                     | 3,44 Mio.       |
| 55         | 11        | Ein Ungeheuer namens Eifersucht  | Beware the Green-Eyed Monster      | 28. Nov. 2016        | 13. Juli 2017                         | Danny Cannon         | John Stephens                   | 3,37 Mio.       |
| 56         | 12        | Geister                          | Ghosts                             | 16. Jan. 2017        | 20. Juli 2017                         | Eagle Egilsson       | Danny Cannon                    | 3,69 Mio.       |
| 57         | 13        | Bitte lächeln!                   | Smile Like You Mean It             | 23. Jan. 2017        | 27. Juli 2017                         | Olatunde Osunsanmi   | Steven Lilien & Bryan Wynbrandt | 3,60 Mio.       |
| 58         | 14        | Das Vögelchen, das lieben lernte | The Gentle Art of Making Enemies   | 30. Jan. 2017        | 27. Juli 2017                         | Louie Milite         | Seth Boston                     | 3,46 Mio.       |
| 59         | 15        | Der Riddler                      | How the Riddler Got His Name       | 24. Apr. 2017        | 3. Aug. 2017                          | T.J. Scott           | Megan Mostyn-Brown              | 2,99 Mio.       |
| 60         | 16        | Gotham muss fallen               | These Delicate and Dark Obsessions | 1. Mai 2017          | 3. Aug. 2017                          | Ben McKenzie         | Robert Hull                     | 3,02 Mio.       |
| 61         | 17        | Wer regiert Gotham?              | The Primal Riddle                  | 8. Mai 2017          | 10. Aug. 2017                         | Maja Vrvilo          | Steven Lilien & Bryan Wynbrandt | 3,03 Mio.       |
| 62         | 18        | Die Lunte brennt                 | Light the Wick                     | 15. Mai 2017         | 10. Aug. 2017                         | Mark Tonderai        | Tze Chun                        | 2,98 Mio.       |
| 63         | 19        | Alle werden gerichtet            | All Will Be Judged                 | 22. Mai 2017         | 17. Aug. 2017                         | John Behring         | Ken Woodruff                    | 2,92 Mio.       |
| 64         | 20        | Kaltes Grab                      | Pretty Hate Machine                | 29. Mai 2017         | 17. Aug. 2017                         | Danny Cannon         | Steven Lilien & Bryan Wynbrandt | 3,03 Mio.       |
| 65         | 21        | Der Kopf des Dämons              | Destiny Calling                    | 5. Juni 2017         | 24. Aug. 2017                         | Nathan Hope          | Danny Cannon                    | 3,17 Mio.       |
| 66         | 22        | Die schwere Last der Seele       | Heavydirtysoul                     | 5. Juni 2017         | 24. Aug. 2017                         | Rob Bailey           | Robert Hull                     | 3,03 Mio.       |

## Staffel 4
Die Erstausstrahlung der vierten Staffel war vom 21. September 2017 bis zum 17. Mai 2018 auf dem US-amerikanischen Sender Fox zu sehen. Die deutschsprachige Erstausstrahlung sendete der deutsche Pay-TV-Sender ProSieben Fun vom 3. Mai 2018 bis zum 27. September 2018.
Die Episoden dieser Staffel haben den Untertitel A Dark Knight.
| Nr. (ges.) | Nr. (St.) | Deutscher Titel                        | Originaltitel                       | Erstausstrahlung USA | Deutschsprachige Erstausstrahlung (D) | Regie                | Drehbuch                        | Zuschauer (USA) |
| ---------- | --------- | -------------------------------------- | ----------------------------------- | -------------------- | ------------------------------------- | -------------------- | ------------------------------- | --------------- |
| 67         | 1         | Pax Penguina                           | Pax Penguina                        | 21. Sep. 2017        | 3. Mai 2018                           | Danny Cannon         | John Stephens                   | 3,21 Mio.       |
| 68         | 2         | Scarecrow                              | The Fear Reaper                     | 28. Sep. 2017        | 10. Mai 2018                          | Louis Shaw Milito    | Danny Cannon                    | 2,87 Mio.       |
| 69         | 3         | Masken                                 | They Who Hide Behind Masks          | 5. Okt. 2017         | 17. Mai 2018                          | Mark Tonderai        | Steven Lilien & Bryan Wynbrandt | 2,92 Mio.       |
| 70         | 4         | Das Messer des Schicksals              | The Demon’s Head                    | 12. Okt. 2017        | 17. Mai 2018                          | Kenneth Fink         | Ben McKenzie                    | 2,75 Mio.       |
| 71         | 5         | Der dunkle Pfad                        | The Blade’s Path                    | 19. Okt. 2017        | 31. Mai 2018                          | Scott White          | Tze Chun                        | 2,75 Mio.       |
| 72         | 6         | Schweinetage                           | Hog Day Afternoon                   | 26. Okt. 2017        | 7. Juni 2018                          | Mark Tonderai        | Kim Newton                      | 2,87 Mio.       |
| 73         | 7         | Ein Tag in den Narrows                 | A Day in the Narrows                | 2. Nov. 2017         | 14. Juni 2018                         | John Behring         | Peter Blake                     | 2,75 Mio.       |
| 74         | 8         | Wieso schlägst du dich selbst?!        | Stop Hitting Yourself               | 9. Nov. 2017         | 21. Juni 2018                         | Rob Bailey           | Charlie Huston                  | 2,70 Mio.       |
| 75         | 9         | Gebt ihnen Pastete                     | Let Them Eat Pie                    | 16. Nov. 2017        | 28. Juni 2018                         | Nathan Hope          | Iturri Sosa                     | 2,62 Mio.       |
| 76         | 10        | Dinge, die explodieren                 | Things That Go Boom                 | 30. Nov. 2017        | 5. Juli 2018                          | Louis Shaw Milito    | Steven Lilien & Bryan Wynbrandt | 2,59 Mio.       |
| 77         | 11        | Der König ist tot                      | Queen Takes Knight                  | 7. Dez. 2017         | 12. Juli 2018                         | Danny Cannon         | John Stephens                   | 2,53 Mio.       |
| 78         | 12        | Scherben des Spiegels                  | Pieces of a Broken Mirror           | 1. März 2018         | 19. Juli 2018                         | Hanelle M. Culpepper | Danny Cannon                    | 2,57 Mio.       |
| 79         | 13        | Eine wunderschöne Finsternis           | A Beautiful Darkness                | 8. März 2018         | 26. Juli 2018                         | John Stephens        | Tze Chun                        | 2,41 Mio.       |
| 80         | 14        | Ein Herz und zwei Seelen               | Reunion                             | 15. März 2018        | 2. Aug. 2018                          | Annabelle K. Frost   | Peter Blake                     | 2,55 Mio.       |
| 81         | 15        | Das sinkende Schiff, der große Applaus | The Sinking Ship The Grand Applause | 22. März 2018        | 9. Aug. 2018                          | Nick Copus           | Seth Boston                     | 2,47 Mio.       |
| 82         | 16        | Drei Schüsseln Suppe                   | One of My Three Soups               | 29. März 2018        | 16. Aug. 2018                         | Ben McKenzie         | Charlie Huston                  | 2,39 Mio.       |
| 83         | 17        | Bruderliebe                            | Mandatory Brunch Meeting            | 5. Apr. 2018         | 23. Aug. 2018                         | Maja Vrvilo          | Steven Lilien & Bryan Wynbrandt | 2,53 Mio.       |
| 84         | 18        | That’s Entertainment                   | That’s Entertainment                | 12. Apr. 2018        | 30. Aug. 2018                         | Nick Copus           | Danny Cannon                    | 2,37 Mio.       |
| 85         | 19        | Bis in den Tod und darüber hinaus      | To Our Deaths and Beyond            | 19. Apr. 2018        | 6. Sep. 2018                          | Scott White          | Peter Blake & Iturri Sosa       | 2,18 Mio.       |
| 86         | 20        | Dieser alte Leichnam                   | That Old Corpse                     | 3. Mai 2018          | 13. Sep. 2018                         | Louis Shaw Milito    | Charlie Huston                  | 1,94 Mio.       |
| 87         | 21        | Ein schlechter Tag                     | One Bad Day                         | 10. Mai 2018         | 20. Sep. 2018                         | Rob Bailey           | Tze Chun                        | 2,21 Mio.       |
| 88         | 22        | No Man’s Land                          | No Man’s Land                       | 17. Mai 2018         | 27. Sep. 2018                         | Nathan Hope          | John Stephens & Seth Boston     | 2,20 Mio.       |

## Staffel 5
Die Erstausstrahlung der fünften Staffel war vom 3. Januar bis zum 25. April 2019 auf dem US-amerikanischen Sender Fox zu sehen.
Die Episoden dieser Staffel haben den Untertitel Legend of the Dark Knight.
| Nr. (ges.) | Nr. (St.) | Deutscher Titel     | Originaltitel             | Erstausstrahlung USA | Deutschsprachige Erstausstrahlung (D) | Regie             | Drehbuch                       | Zuschauer (USA) |
| ---------- | --------- | ------------------- | ------------------------- | -------------------- | ------------------------------------- | ----------------- | ------------------------------ | --------------- |
| 89         | 1         | Jahr Null           | Year Zero                 | 3. Jan. 2019         | 30. Aug. 2019                         | Danny Cannon      | John Stephens                  | 2,54 Mio.       |
| 90         | 2         | Eindringlinge       | Trespassers               | 10. Jan. 2019        | 6. Sep. 2019                          | Louis Shaw Milito | Danny Cannon                   | 2,38 Mio.       |
| 91         | 3         | Pinguin, unser Held | Penguin, Our Hero         | 17. Jan. 2019        | 13. Sep. 2019                         | Rob Bailey        | Tze Chun                       | 2,36 Mio.       |
| 92         | 4         | Zerfall             | Ruin                      | 24. Jan. 2019        | 20. Sep. 2019                         | Nathan Hope       | James Stoteraux & Chad Fiveash | 2,35 Mio.       |
| 93         | 5         | Pena Dura           | Pena Dura                 | 31. Jan. 2019        | 20. Sep. 2019                         | Mark Tonderai     | Iturri Sosa                    | 2,34 Mio.       |
| 94         | 6         | 13 Stiche           | 13 Stitches               | 14. Feb. 2019        | 27. Sep. 2019                         | Ben McKenzie      | Seth Boston                    | 2,28 Mio.       |
| 95         | 7         | Ace Chemicals       | Ace Chemicals             | 21. Feb. 2019        | 27. Sep. 2019                         | John Stephens     | Tze Chun                       | 2,13 Mio.       |
| 96         | 8         | Jane Doe            | Nothing’s Shocking        | 28. Feb. 2019        | 4. Okt. 2019                          | Kenneth Fink      | Seth Boston                    | 2,22 Mio.       |
| 97         | 9         | Jim Gordons Prozess | The Trial of James Gordon | 7. März 2019         | 4. Okt. 2019                          | Erin Richards     | Ben McKenzie                   | 2,04 Mio.       |
| 98         | 10        | Ich bin Bane        | I Am Bane                 | 21. März 2019        | 11. Okt. 2019                         | Kenneth Fink      | James Stoteraux & Chad Fiveash | 2,17 Mio.       |
| 99         | 11        | Das letzte Gefecht  | They Did What?            | 18. Apr. 2019        | 11. Okt. 2019                         | Carol Banker      | Tze Chun                       | 2,02 Mio.       |
| 100        | 12        | Der dunkle Ritter   | The Beginning …           | 25. Apr. 2019        | 18. Okt. 2019                         | Rob Bailey        | John Stephens                  | 2,19 Mio.       |